# Pietro Cocco
Pietro Cocco (Venezia, seconda metà del XIV secolo – Venezia, 1406) è stato un patriarca cattolico italiano.

## Biografia

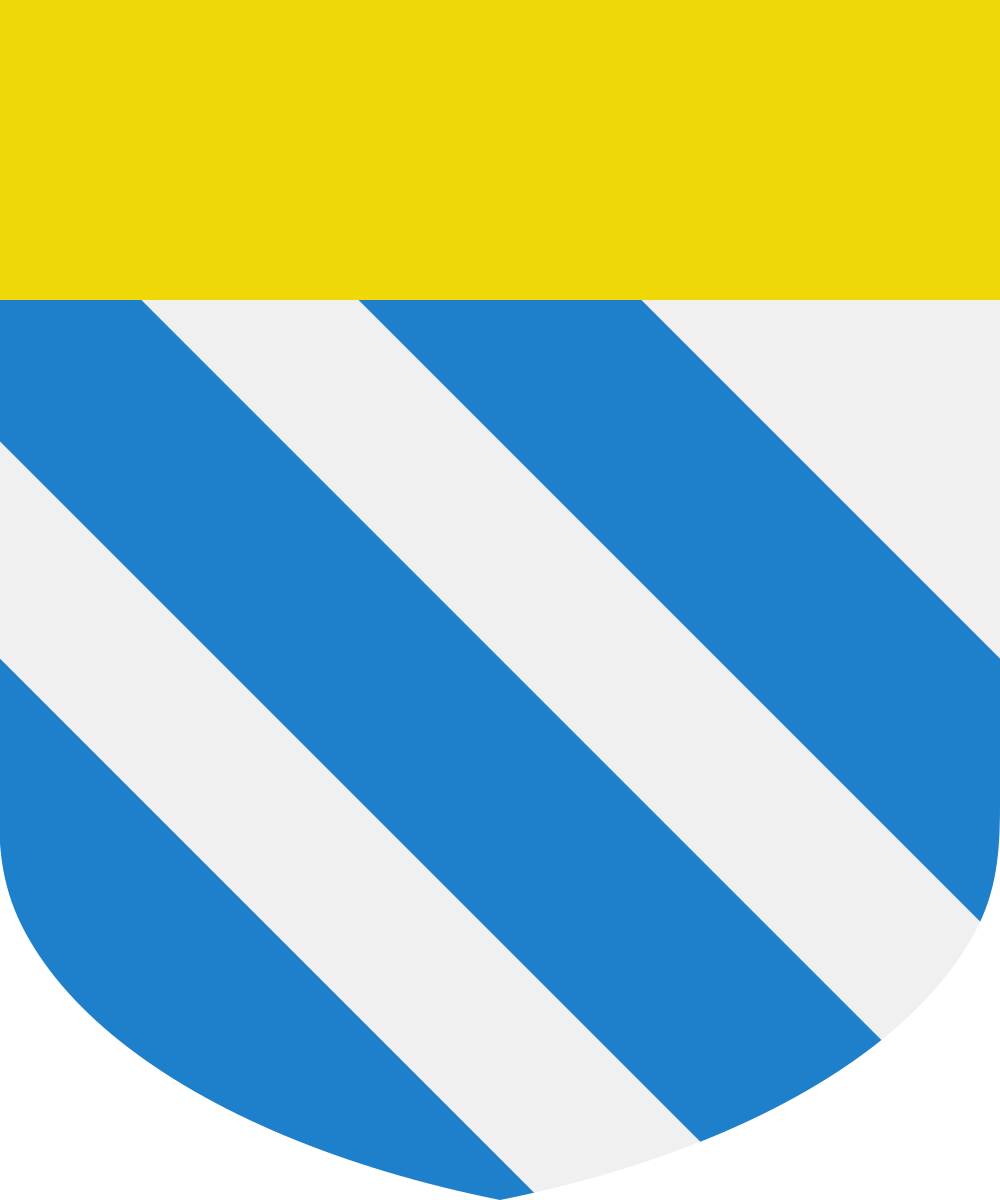
Stemma della famiglia Cocco

Pietro Cocco era nato nella seconda metà del XIV secolo da Giovannino Cocco e da una Orsa della quale non si conosce il cognome. Appartenente al ramo di San Basilio della famiglia Cocco, la sua casata era compresa nel patriziato veneziano e dotata di ricchezza e prestigio politico: il padre era stato elettore del doge Giovanni Dolfin, mentre lo zio Marino fu bailo a Cipro.
Le tappe della sua carriera risultano di difficile ricostruzione: dopo aver preso gli ordini minori, divenne chierico della diocesi di Castello e magister in artibus, cioè laureato in filosofia con facoltà di insegnamento. Si ignorano gli incarichi da lui ricoperti prima di essere creato patriarca di Grado da papa Bonifacio IX il 25 settembre 1400.
Dalla lettera pontificia di notifica dell'elezione, datata al 10 ottobre successivo, è noto però che la sede era divenuta vacante dopo che il patriarca Pierre Amely era stato trasferito alla cattedra di Alessandria ed era stato di conseguenza eletto Giovanni Benedetti, il quale, tuttavia, rifiutò la carica. Tali avvenimenti sono in coerenza con il clima di opposizione tra il governo della Serenissima e la Chiesa: dopo la guerra di Chioggia la Repubblica tendeva ad una statalizzazione del clero interferendo sempre più pesantemente nella scelta dei prelati.
Particolarmente osteggiata da una parte del clero era la cerimonia con cui il doge investiva i vescovi veneziani dei loro poteri temporali. Proprio in quegli anni era stato rimosso dalla diocesi di Castello il vescovo Leonardo Dolfin che si era rifiutato di prendere parte a quello che era, in sostanza, un atto di sottomissione al governo. Il Cocco, invece, fu investito il 17 luglio 1401 (esempio seguito poi dal nuovo vescovo castellano, Francesco Bembo) e si dimostrò sempre un fedelissimo suddito di San Marco.
Per quanto riguarda la gestione della sua circoscrizione, il patriarca si ritrovò tra le mani una diocesi fatiscente: la sede di Grado, un tempo ricca e potente, era sostenuta da uno scarso reddito costituito da alcune proprietà terriere (soprattutto valli e barene) e dalle decime di sole otto chiese. Per la povertà e la scarsità di fedeli, il patriarca di Grado era soprannominato il "vescovo dei morti".
Le difficoltà si acuirono proprio in quegli anni, quando il parroco della redditizia pieve di San Bartolomeo, già passata da Castello a Grado nel 1342, riuscì ad ottenere dal papa l'indipendenza dal patriarcato. Restava da stabilire a chi sarebbero andate le decime: così sia il Cocco, sia il vescovo di Castello cominciarono a cercare l'appoggio del governo e del pontefice per portare la situazione a proprio favore.
La questione si evolse a favore di Grado grazie all'intervento di papa Bonifacio IX, il quale, il 9 settembre 1402, annullava le precedenti disposizioni e riportava San Bartolomeo sotto la giurisdizione di Grado. Il caparbio pievano si recò personalmente a Roma per ridiscutere la decisione, ma il 28 novembre 1406 fu data nuovamente ragione al Cocco, che pure si trovava in città per questioni relative all'Ordine domenicano.
Non si conoscono altri fatti salienti sul suo episcopato. Morì in data imprecisata, certamente all'inizio del 1406 visto che il 6 marzo veniva nominato il suo successore.